# L'Emprise du passé
Pour plus de détails, voir Fiche technique et Distribution.
L'Emprise du passé (Without Regret) est un film américain réalisé par Harold Young, sorti en 1935.

## Synopsis
Jennifer Gage voyage seule pour la première fois à la recherche de romantisme et d'exotisme. À Hong Kong, son train est attaqué par des bandits et elle demande l'aide de Steven Paradine, un aviateur américain, qui l'emmène chez sa maîtresse, Mona Gould. Steven prévient Jennifer qu'on ne peut pas lui faire confiance, mais ils tombent néanmoins amoureux l'un de l'autre et se marient. Un jour l'avion de Steven s'écrase en mer et il est porté disparu.
Six ans plus tard, en Angleterre, Jennifer est mariée à Robert Godfrey, un célèbre cardiologue, et ils vivent heureux avec leur petite fille. Robert est sur le point d'être anobli lorsque Mona, qui vit désormais en Angleterre, tombe par hasard sur Steven. Il a été sauvé par un pêcheur, et vit désormais sous un pseudonyme. Il est venu en Angleterre car il est malade et a besoin des soins d'un spécialiste. Mona tente de renouer leur relation mais il n'est pas intéressé. Furieuse d'être délaissée et toujours jalouse de Jennifer, Mona décide de faire chanter cette dernière en menaçant de révéler qu'elle est bigame. 

## Fiche technique
- Titre original : Without Regret
- Titre français : L'Emprise du passé
- Réalisation : Harold Young
- Scénario : Doris Anderson, Charles Brackett, d'après la pièce Interference de Roland Pertwee et Harold Dearden
- Direction artistique : Hans Dreier, Earl Hedrick
- Photographie : William C. Mellor
- Montage : Paul Weatherwax
- Production : Harold Hurley
- Production déléguée : Henry Herzbrun
- Production associée : B. P. Fineman
- Société de production : Paramount Pictures
- Société de distribution : Paramount Pictures
- Pays d'origine :  États-Unis
- Langue originale : anglais
- Format : noir et blanc — 35 mm — 1,37:1 — son Mono (Western Electric Noiseless Recording)
- Genre : drame
- Durée : 74 minutes
- Dates de sortie : 
  - États-Unis : 13 septembre 1935
  - France : 9 janvier 1936

## Distribution
- Elissa Landi (VF : doublage par Marie Francey) : Jennifer Gage
- Paul Cavanagh : Robert Godfrey
- Frances Drake : Mona Gould
- Kent Taylor : Steven Paradine
- Gilbert Emery : Inspecteur Hayes
- David Niven : Bill Gage
- Victor Wong : un soldat